# Le Retour de Bulldog Drummond (film, 1951)
Pour les articles homonymes, voir Le Retour de Bulldog Drummond.
Pour plus de détails, voir Fiche technique et Distribution.
Le Retour de Bulldog Drummond (Calling Bulldog Drummond) est un film britannique réalisé par Victor Saville, sorti en 1951.

## Synopsis
Récemment mis à la retraite de l'Intelligence Service, le capitaine Bulldog Drummond n'est pas fâché d'en sortir, le temps de prêter main-forte à l'inspecteur McIver de Scotland Yard. Ce dernier est en effet tenu en échec par une bande de malfaiteurs aussi audacieux que férus de techniques modernes. Las de ne pouvoir les empêcher de mettre Londres en coupe réglée, il a besoin du soutien d'un limier d'élite. A Bulldog qui entreprend d'infiltrer le gang en se faisant passer pour le bandit Joe Crandall, McIver adjoint le sergent Smith, du Yard. Quelle n'est pas la surprise de Drummond lorsqu'il se rend compte que Smith a pour prénom... Helen. D'abord irrité de se voir attribuer une femme comme partenaire, il va bientôt se féliciter de ce choix car celle-ci, outre un charme que n'éteint pas l'uniforme, se révèle une adjointe talentueuse. Elle sera Lily Ross, la pseudo maîtresse du pseudo Crandall...

## Fiche technique
- Titre original : Calling Bulldog Drummond
- Titre français : Le Retour de Bulldog Drummond
- Réalisation : Victor Saville
- Assistant réalisateur : Harry Hassell
- Scénario : Gerard Fairlie, Howard Emmett Rogers et Arthur Wimperis d'après les personnages créés par Herman C. McNeile
- Directeur de la photographie : Freddie Young
- Musique : Rudolph G. Kopp
- Décors : Alfred Junge
- Producteur : Hayes Goetz
- Société de production et de distribution : Metro-Goldwyn-Mayer
- Tournage : de fin juillet au 15 octobre 1950 aux studios MGM d'Elstree à Borehamwood
- Pays d'origine : Royaume-Uni
- Format : Noir et blanc - 1,37:1 - Mono
- Durée : 81 minutes
- Genre : policier
- Date de sortie : 1951

## Distribution
- Walter Pidgeon : le capitaine Hugh Bulldog Drummond, un ancien agent de l'Intelligence Service qui quitte sa retraite pour prêter main-forte à Scotland Yard
- Margaret Leighton : le sergent Helen Smith, de Scotland Yard, la partenaire qui lui est assignée
- Robert Beatty : Arthur Gunns, le chef des malfaiteurs
- David Tomlinson : Algernon 'Algy' Longworth
- Bernard Lee : le colonel Webson
- James Hayter : Bill
- Peggy Evans : Molly
- Charles Victor : l'inspecteur Mac McIver
- Harold Lang : Stan
- Michael Allan : Bert
- Richard Johnson : Control Tower Operator (non crédité)
- Laurence Naismith : Hardcastle, Card player (non crédité)

## Autour du film
- Le personnage de Bulldog Drummond, auquel avaient déjà été consacrés 21 films, avait été incarné à sept reprises par l'acteur John Howard.